# قیام و محاصره مشروطه‌خواهان تبریز
قیام و محاصره مشروطه‌طلبان تبریز، مجموعه رویارویی‌های مشروطه‌خواهان و طرفداران محمدعلی شاه در تبریز و ایالت آذربایجان پس از شروع دوران استبداد صغیر و به توپ بستن مجلس است که به‌طور غیرمستقیم، به فتح تهران و خلع محمدعلی شاه انجامید. در حالی که با به توپ بستن مجلس در ۲ تیر ۱۲۸۷، مشروطه‌خواهان در تهران و بسیاری از شهرهای دیگر کشور، طی مدت کوتاهی شکست خوردند و دستگیر یا متواری شدند، اما در تبریز مقاومت مجاهدان مشروطه، باعث عقب‌نشینی نیروهای سلطنتی شد و مشروطه‌خواهان در دیگر نقاط کشور، انگیزه و امید بیشتری پیدا کردند. مقاومت مردم تبریز، یازده ماه (از ۲ تیر ۱۲۸۷ تا ۹ اردیبهشت ۱۲۸۸) طول کشید و عاقبت با دخالت قوای روس و متواری شدن رهبران مشروطه پایان یافت. این قیام، یکی از رویدادهای مهم و تأثیرگذار در جنبش مشروطه ایران به‌شمار می‌آید.
مشروطه‌خواهان تبریزی که در قالب انجمن ایالتی آذربایجان و مرکز غیبی متشکل بودند، به‌واسطه ارتباط با گروه‌های سوسیال دموکرات در منطقه قفقاز، به ضرورت مسلح شدن و تعلیم نظامی مشروطه‌خواهان واقف شده و قبل از شروع درگیری‌ها تدارک رویارویی را دیده بودند. اگرچه در روزهای نخست، قوای حکومتی توانستند بخش عمده‌ای از شهر را تصرف کنند، اما مقاومت گروهی از مجاهدان به رهبری ستارخان در محله امیرخیز تبریز، باعث پیوستگی نیروی مقاومت و نهایتاً شکست نیروهای دولتی به رهبری چلبیانلو شد. این در حالی بود که مخالفان مشروطه در تبریز با تشکیل گروهی به نام انجمن اسلامیه، سعی داشتند گروه‌های مشروطه‌خواه را نزد مردم، ضد دین جلوه دهند. بدین ترتیب، مجاهدان مشروطه توانستند در مهر ۱۲۸۷ تمام تبریز را به تصرف خود درآورند و اداره شهر را در دست بگیرند. محمدعلی شاه قوای مسلحی به فرماندهی عین‌الدوله به تبریز فرستاد که موفق شدند تبریز را محاصره کنند. عین‌الدوله با این کار مانع رسیدن آذوقه و مایحتاج به مردم شهر شد، از این رو قحطی و گرسنگی به مردم و رزمندگان مشروطه‌خواه فشار زیادی وارد کرد.
روسیه به بهانه حفاظت از جان اتباع خود در تبریز، وارد خاک ایران و با اجازه مشروطه‌خواهان وارد شهر شد. روس‌ها اگرچه در بدو ورود به مشروطه‌خواهان روی خوش نشان دادند، اما به مرور آنها را تحت فشار و تعقیب قرار دادند و نشان دادند که قصد خروج از تبریز را ندارند. در نتیجه، نیروهای متشکل مشروطه‌خواه در تبریز پراکنده یا متواری شدند و از مشارکت در فتح تهران بازماندند.
این رویداد تاریخی، به شکل‌های مختلفی بازتاب پیدا کرد و در آثار هنری هم انعکاس یافت. در سال ۱۳۵۱، علی حاتمی یک فیلم سینمایی با عنوان ستارخان ساخت. برای تجلیل از رهبران نظامی و سیاسی تبریز، مجسمه نیم‌تنه آنان در موزه مشروطه تبریز به نمایش درآمده‌است.

## پیش‌زمینه

### در تبریز

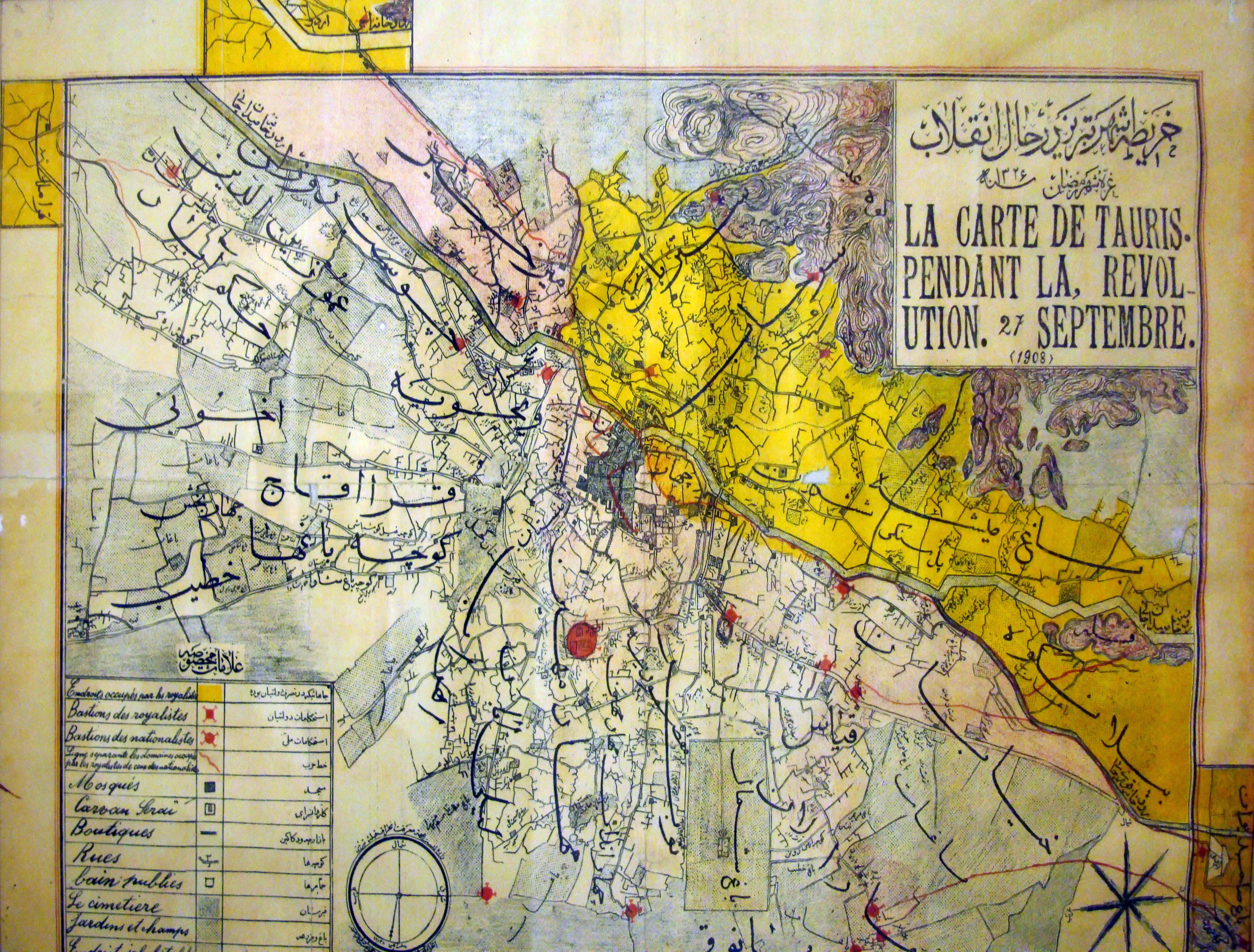
محلات قدیمی تبریز، بافت اجتماعی خود را داشتند. در عصر مشروطه، محلات تبریز را می‌شد به محلات مشروطه‌خواه و محلات ضدمشروطه تقسیم کرد. نقشه از کتاب بلوای تبریز.

آذربایجان در زمان قاجار، بعد از پایتخت مهم‌ترین ایالت ایران به‌شمار می‌رفت و حکومت آن از زمان فتحعلی شاه تا زمان مشروطه، به ولیعهد واگذار می‌شد. تبریز، مرکز ایالت آذربایجان، به این سبب «دارالسلطنه» نامیده می‌شد. این شهر دومین شهر پرجمعیت کشور بود که در ابتدای سده بیستم میلادی، به گزارش بری‌یر ۲۰۰ هزار نفر و به نوشته بارتولد ۲۴۰ هزار نفر جمعیت داشت. این تعداد در شانزده محله اصلی شهر سکونت داشتند. ترکیب ساکنان برخی از محله‌ها را طبقات اجتماعی کم و بیش مشخصی تشکیل می‌دادند؛ مثلاً محله ششگلان محل سکونت اشراف و بزرگان و محله‌های خیابان و نوبر تاجرنشین بودند و در قره‌آغاج و لیلاوا پیشه‌وران و صنعتگران سکونت داشتند. شتربان بزرگ‌ترین محله تبریز و محل سکونت افرادی با مشاغل کم‌درآمد بود، اگرچه چند تاجر توانگر نیز آنجا زندگی می‌کردند. این شهر به لحاظ اقتصادی اهمیت زیادی داشت و با مراودات گسترده‌ای که با روسیه و عثمانی داشت، با بازارهای جهانی مرتبط بود. در آستانهٔ انقلاب مشروطه، ۱۵ درصد از صادرات و ۲۵ درصد از واردات کشور، از تبریز عبور می‌کرد. بازرگانان تبریزی به‌واسطه رفت و آمد به روسیه و عثمانی، با مدرنیته آشنایی پیدا کرده بودند و بعضی از آنان در زمره روشنفکران به حساب می‌آمدند. از این رو خواستار ساختار سیاسی مشورتی و قانون‌محور بودند. در تبریز، قشری از روشنفکران مشروطه‌خواه و ضد سلطنت مطلقه شکل گرفته بود که چند آموزگار، روحانی و بازرگان، از جمله سید حسن تقی‌زاده آن را رهبری می‌کردند. تبریز دو خط تلگراف به تهران داشت؛ یکی دولتی و دیگری متعلق به کمپانی تلگراف هند و اروپا بود؛ بنابراین همیشه خیلی سریع از تحولات پایتخت مطلع می‌شد. نخستین مدرسه مدرن ایران در تبریز پا گرفته بود و این شهر، پس از تهران، دومین شهری بود که در آن نشریه منتشر می‌شد.
در آستانه انقلاب مشروطه، تعداد زیادی از ایرانیان و به خصوص اهالی آذربایجان، برای کار به منطقه قفقاز مهاجرت کرده بودند. بسیاری از آنان تحت تأثیر انقلاب ۱۹۰۵ روسیه قرار گرفتند و به اندیشه‌های رادیکال گرایش پیدا کردند؛ بنابراین، گرایش‌های سوسیال دموکرات در این منطقه رواج زیادی داشت و هسته‌های مشروطه‌خواه مانند حزب اجتماعیون عامیون و انجمن ایالتی آذربایجان را تشکیل می‌داد. به گفته اسماعیل امیرخیزی، یکی از اعضای اولیه حزب اجتماعیون عامیون تبریز، این حزب در سال ۱۲۸۵ شمسی و تقریباً مقارن با صدور فرمان مشروطیت تشکیل شد. علی مسیو، رسول صدقیانی، محمدعلی تربیت، علی دوافروش، یوسف خزدوز و سید حسن شریف‌زاده از جمله بنیان‌گذاران شعبه تبریز بودند. آنها مجلسی خصوصی برای اداره این حزب تشکیل دادند و آن را مرکز غیبی نامیدند. این فرقه تا زمان پایان کار خود در سال ۱۲۸۸ به صورت مخفیانه فعالیت می‌کرد و از جزئیات فعالیت‌های آن اطلاعات زیادی در دسترس نیست. اما به نظر می‌رسد ارتباط بسیار نزدیکی با حزب سوسیال دموکرات باکو داشت.
حکومت محمدعلی میرزا، ولیعهد مظفرالدین شاه، در تبریز، جابرانه و سختگیرانه بود. او جلو هرگونه اظهار نظر مخالف را می‌گرفت و در میان مردم جاسوس می‌فرستاد تا هرگونه سخن مخالف را گزارش کنند. ترس از عقوبت، در دل مردم جا گرفته بود و مردم در خانه‌هایشان هم در صحبت کردن ملاحظه می‌کردند. در عین حال، محمدعلی میرزا ظواهر اسلامی را خیلی جدی رعایت می‌کرد؛ چنان‌که تکیه او در مراسم عاشورا برپا بود و به وفور کتاب‌های مذهبی و دعا چاپ می‌کرد. در جریان انقلاب مشروطه، محمدعلی میرزا با اقتدار حکمرانی می‌کرد و اجازه نمی‌داد رویدادهای پایتخت، منطقه آذربایجان را آشفته کند؛ تبریز در سکون سیاسی به سر می‌بُرد. نخستین نشانه‌های عمومی و علنی مشروطه‌خواهی در تبریز، در شهریور ۱۲۸۵ آشکار شد؛ زمانی که پایتخت‌نشینان در تدارک انتخاب نمایندگان خود در مجلس شورای ملی بودند، حتی نظام‌نامه انتخابات به تبریز فرستاده نشده بود. در این زمان، انجمن‌های مخفی شهر، اهالی را به بست‌نشینی در کنسولگری انگلستان دعوت کردند و گروه زیادی از مردم در این رویداد شرکت نمودند. شاه در مهرماه پذیرفت که در آذربایجان انتخابات برگزار کند. مشروطه‌خواهان تبریز، با محوریت انجمن غیبی، انجمنی را برای نظارت بر انتخابات تشکیل دادند که انجمن ایالتی آذربایجان خوانده شد. این کمیته بعد از انتخابات هم به کار خود ادامه داد.
در آذر ۱۲۸۵، مظفرالدین شاه بیمار شد و محمدعلی میرزا به تهران فراخوانده شد. انجمن ایالتی از این فرصت برای ایجاد و آموزش گروهی مسلح استفاده کرد؛ گروهی که بعداً به مجاهدان مشروطه معروف شدند. این گروه در دورانی که خلأ قدرتِ ناشی از تغییر حاکم آذربایجان، منطقه را با ناامنی، هرج و مرج و مشکلات اقتصادی مواجه کرده بود، با مجبور کردن احتکارکنندگان غلات به فروش کالاهای خود و نظارت بر فروشندگان مواد غذایی و جلوگیری از افزایش قیمت‌ها توانست از تحمیل فشار به اقشار فقیر بکاهد. داوطلبان عضویت در این گروه‌ها روز به روز بیشتر می‌شد و واعظان شهر نیز مردم را به این امر تشویق می‌کردند.
اگرچه مجاهدان در ابتدا از کسبه و پیشه‌وران بودند، اما به مرور افرادی از دیگر قشرها نیز در این گروه پذیرفته شدند؛ از جمله لوطیان که عضویت در گروه مجاهدان تا حدی با ارزش‌های ذاتی آنان، یعنی عدالت‌خواهی و حمایت از ستمدیدگان هماهنگی داشت. آنها سری نترس داشتند و از درگیری اجتناب نمی‌کردند. با این حال، عضویت لوطیان، دشواری‌هایی هم داشت که بی‌انضباطی و سرکشی آنان در برابر قانون را شامل می‌شد. ستارخان، در زمره لوطیانی بود که به مجاهدان پیوست. گروهی از اهالی تبریز که در باکو به فرقه اجتماعیون پیوسته بودند و به گفته تقی‌زاده، به سبب پوشیدن لباس جنگی قفقازی، به «مجاهدان قفقازی» مشهور شدند نیز از گروه‌های مسلح مجاهدان در تبریز بودند. مجاهدان قفقازی، به صورت مستقل به کار عضوگیری و آموزش اعضای خود مشغول بودند و رهبری مرکز غیبی را نمی‌پذیرفتند. از طرفی وابستگی آنها به مرکز اجتماعیون در باکو باعث شده بود تا مرکز غیبی هم به این گروه بدبین باشد. در بین گروه‌های مسلح تبریزی، گروه‌های محافظه‌کارتری هم بودند که تحت رهبری میرهاشم تبریزی، به‌طور کلی مرکز غیبی و مجاهدان قفقازی را به یک چشم و هر دو را وابسته به بیگانگان می‌دانستند. به مرور اختلافات بین گروه‌های مختلف مسلح، تشدید شد و این گروه‌ها رودرروی هم قرار گرفتند و حتی با یکدیگر درگیر هم شدند.
در آذر و دی ماه سال ۱۲۸۶ محمدعلی شاه برای نخستین بار برای تعطیل کردن مجلس شورای ملی اقدام کرد و اگرچه از مشروطه‌خواهان شکست خورد و در ظاهر از مواضع خود عقب‌نشینی کرد، اما همچنان برای برچیدن مشروطه تدارک می‌دید. یکی از عرصه‌های پیشروی نیروهای ضدمشروطه در این زمان، آذربایجان بود. ایجاد ناامنی، تحریک اختلافات عقیدتی و محله‌ای و تبلیغات بر ضد مشروطه‌خواهان از جمله این اقدامات بود که به اختلاف بین گروه‌های مسلح نیز دامن می‌زد. یکی از درگیری‌های مهم در این دوران، بین مجاهدان محله خیابان به رهبری میرهاشم تبریزی و باقرخان و تفنگچیان محله سرخاب در ۲۶ دی ۱۲۸۶ روی داد که دو هفته ادامه داشت و ۲۰ کشته و زخمی بر جای گذاشت. اگرچه این درگیری‌ها با وساطت انجمن ایالتی به پایان رسید، اما گروه‌های مختلف با شدت بیشتری به عضوگیری و آماده شدن برای نبردهای احتمالی آینده پرداختند. مخالفان مشروطه در ۵ اسفند ۱۲۸۶ انجمن اسلامیه را تشکیل دادند. یکی از اقدامات مهم این انجمن، تبلیغات گسترده برای بی‌دین جلوه دادن مشروطه‌خواهان بود. این تبلیغات تأثیر زیادی بر عموم داشت و دوقطبی شدن فضای سیاسی تبریز را دوچندان کرد.

### در تهران
در پی کشمکش‌های متعددی که در سال‌های ۱۲۸۶ و ۱۲۸۷ بین شاه و مجلس روی داده بود، در ۴ خرداد ۱۲۸۷ محمدعلی شاه از تهران به باغ شاه رفت و پنج روز بعد طی یک اعلامیه تلگرافی به کل کشور، مشروطه‌خواهان را سبب تزلزل ملت و حکومت ایران دانست. رسیدن خبر تحرکات شاه در تهران، باعث بروز ناآرامی در تبریز شد. انجمن ایالتی آذربایجان طرحی برای برکناری محمدعلی شاه تصویب کرد که مورد پذیرش و حمایت گروه‌های مشروطه‌خواه تبریز قرار گرفت. بعضی از مجاهدان درخواست کردند که انجمن ایالتی آنها را به یاری مشروطه‌خواهان تهران اعزام کند. در ۲۷ خرداد ۱۲۸۷، گروهی سیصد نفره از مجاهدان برای اعزام به پایتخت آماده شدند و در روستای باسمنج در نزدیکی تبریز اردو زدند و منتظر قوای کمکی شدند. فرماندهی این گروه را نقی‌خان رشیدالملک بر عهده داشت که متحد میرهاشم تبریزی و وفادار به شاه بود. ستارخان و باقرخان هم در این گروه بودند و هرکدام فرماندهی ۵۰ سوار را بر عهده داشتند. در ۲۹ خرداد، حسن مجتهد تبریزی اعلام کرد که مشروطه با شریعت تعارض دارد و در تلگرافی به شاه، مواضع ضدمشروطه او را ستود. مخالفان مشروطه از روز ۳۰ خرداد در انجمن اسلامیه متشکل شدند و سرکردگان بعضی از ایلات منطقه مانند شجاع نظام، ضرغام نظام، سام خان و حاجی فرامرزخان نیز با نیروهای خود به آنان پیوستند. به این ترتیب چند هزار تفنگچی مخالف مشروطه در محله شتربان آماده نبرد با مشروطه‌خواهان شدند. در مقابل، مشروطه‌خواهان نیز بر مقاومت تأکید داشتند و قوای مسلح خود را از باسمنج فراخوانی کردند.
محمدعلی شاه پس از تقویت قوای نظامی، به بریگاد قزاق به فرماندهی لیاخوف مأموریت داد مقاومت مجلس را در هم بشکند. در روز دوم تیر ۱۲۸۷ مجلس به توپ بسته شد، مشروطه‌خواهان پس از متحمل شدن تلفات زیادی شکست خوردند و جمعیتی انبوه، مجلس شورای ملی، دفاتر احزاب مشروطه‌خواه و منزل سران مشروطه را غارت کردند. در پی این پیروزی حکومت، شاه مجلس شورای ملی را منحل و در تهران حکومت نظامی اعلام کرد. لیاخوف فرماندار نظامی تهران شد و ۳۹ نفر از مشروطه‌خواهان به اسارت درآمدند. میرزا ابراهیم تبریزی، نماینده تبریز، از جمله کشته‌شدگان در این درگیری‌ها بود.
با شنیدن اخبار تهران، نیروهای مسلح مخالف مشروطه، به سنگر مشروطه‌خواهان حمله کردند. اگرچه مقاومت مشروطه‌خواهان در تهران در عرض چند ساعت شکست خورد، در تبریز دوم تیرماه آغاز چند ماه مقاومت شد.

## آغاز قیام و هجوم چلبیانلو به تبریز

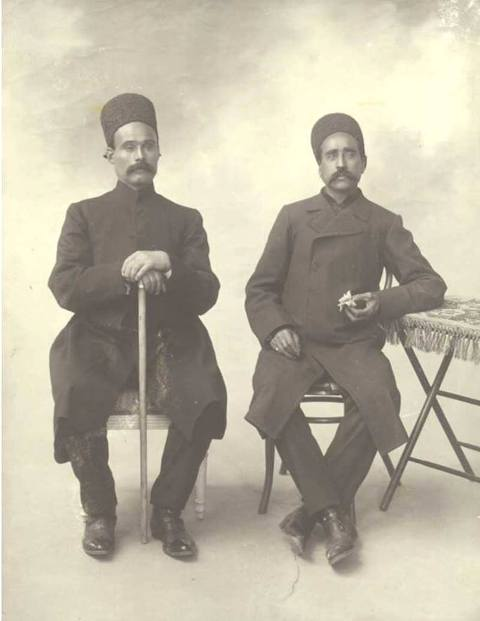
ستارخان (راست) و باقرخان (چپ)، از رهبران مشروطه‌خواهان تبریز

نخستین روزهای بعد از به توپ بستن مجلس، بنیادهای حکومت قانونی در تبریز فروریخت. بعضی از اعضای انجمن ایالتی به صف طرفداران محمدعلی شاه پیوستند و بعضی به کنسولگری‌های روسیه و فرانسه پناهنده یا مخفی شدند. رحیم چلبیانلو، رئیس طایفه چلبیانلو، از طرف شاه مأمور شد که به تبریز حمله کند و کنترل شهر را به دست گیرد. او در ۲ تیر ۱۲۸۷ با هزار سوار و سه عراده توپ به تبریز نزدیک شد. بسیاری از مردم تبریز که قصد درگیری و جنگ نداشتند، به مشروطه‌خواهان فشار آوردند که تسلیم شوند. در اثر این فشارها، باقرخان دست از مقاومت کشید و خانه‌نشین شد. بر فراز بام خانه‌ها، پرچم سفید به نشانه تسلیم افراشته شد و تنها مقاومت باقی‌مانده در تبریز، در محله امیرخیز صورت می‌گرفت که ستارخان آن را رهبری می‌کرد. اما غارت، دستبرد و کشتار تفنگچی‌های طرفدار شاه، حتی در محله‌هایی که طرفدار مشروطه نبودند، نارضایتی عمومی را افزایش داد. در اواخر تیر ۱۲۸۷، ستارخان و تعدادی از سربازان او با حرکت مخفیانه به سمت ارگ تبریز و برچیدن پرچم‌های سفید، جرقه‌ای برای بازآمدن مجاهدان مشروطه به صحنه جنگ فراهم کردند. باقرخان دوباره اسلحه به دست گرفت و به اتفاق تعدادی از مجاهدان به باغ شمال، محل اقامت رحیم چلبیانلو حمله کردند و او را از شهر فراری دادند. دانشنامه جهان اسلام تاریخ فرار چلبیانلو از تبریز را ۲۴ تیر ۱۲۸۷ گزارش کرده‌اند. بعدها، انجمن ایالتی به پاس مجاهدت و شجاعت ستارخان و باقرخان، به آنها لقب «سردار ملی» و «سالار ملی» را اعطا کرد.
مشروطه‌خواهان مناطقی از تبریز، عموماً محله‌های متوسط مانند شیخی و امیرخیز را تصرف کردند و در مقابل، حاجی میرزا کریم، امام جمعه تبریز نیز طرفداران محمدعلی شاه را متشکل نمود و با حمایت قبایل شاهسون در مناطق فقیرنشین مانند محله سرخاب سنگربندی کردند. روحانیان محافظه‌کار، برای همراه کردن توده‌های فقیر جامعه، آنها را نسبت به مشروطه‌خواهان بدبین می‌کردند. بدین ترتیب، محلات طبقه متوسط‌نشین تبریز به سنگر مشروطه‌خواهان و مناطق فقیرنشین آن، به سنگر مخالفان مشروطه تبدیل شد. بعد از این که مشروطه‌خواهان توانستند کل شهر را تصرف کنند، تحت محاصرهٔ روستاییان و شاهسون‌ها قرار گرفتند.

## صف‌بندی موافقان و مخالفان مشروطه

طرح‌واره‌ای از حرکت مجاهدان برای شروع یک نبرد در تبریز، برگرفته از یک کتاب که نویسنده‌اش شاهد عینی رویدادهای تبریز بوده‌است. نام نویسنده/نگارگر نامشخص است.

در ۱۴ مرداد ۱۲۸۷، انجمن ایالتی که در ابتدای درگیری‌ها تعطیل شده بود، با انتخاب نمایندگان جدید، دوباره شکل گرفت تا اداره شهر را بر عهده گیرد. مجاهدان، به فرماندهی ستارخان، به مثابه بازوی نظامی انجمن فعالیت می‌کردند. در ۲۶ مرداد عین‌الدوله، والی جدید آذربایجان که از طرف محمدعلی شاه منصوب شده بود، به تبریز رسید. محمدولی‌خان سپهدار تنکابنی هم با منصب ریاست کل نظام آذربایجان به او پیوست. با ورود عین‌الدوله، طرفین چند روزی را به مذاکره پرداختند که نتیجه‌ای در برنداشت. در نیمه دوم شهریور، اردوی تهران مرکب از چندهزار سواره و چهار عراده توپ به آنها ملحق شد. احمد کسروی در تاریخ مشروطه ایران، تعداد نیروهای ضد مشروطه را ۳۰ هزار نفر گزارش کرده‌است. اما آرتور مور، خبرنگار انگلیسی، و نیز آنژنیور، افسر فرانسوی، ۶ هزار نفر برآورد کرده‌اند. دولت از عهده مواجب این سپاهیان برنمی‌آمد و به آنها اجازه غارت شهر داده شده بود. سواران قره‌داغی و عشایر یورتچی شاهسون نیز در اردوی محاصره‌کنندگان تبریز قرار داشتند. تعداد مجاهدان هم در منابع مختلف از ۲ تا ۱۰ هزار نفر گزارش شده‌است.
رهبری مجاهدان تبریز را ستارخان بر عهده داشت. اما این مقام را هیچ شخص یا سازمانی به او نسپرده بود؛ بلکه کاریزما و رفتار شجاعانه، او را در چنین موقعیتی قرار داد که مجاهدان از او پیروی کنند. او در همه درگیری‌های اصلی تبریز حضور داشت و در همه، پیشتاز بود و جان خود را به خطر می‌انداخت. او همچنین نقش مهمی در تصمیم‌گیری سیاسی داشت. در این زمینه، اسماعیل امیرخیزی و ثقةالاسلام تبریزی به او مشاوره می‌دادند. دیگر فرماندهانی که در کنار ستارخان، هدایت نیروهای مجاهد را بر عهده داشتند، عبارت بودند از باقرخان، حسین‌خان باغبان، حاجی خان، محمدصادق خان و یارمحمد خان.
در همین دوران، گروهی از بازرگانان مشروطه‌خواه تبریزی در استانبول، انجمنی تشکیل دادند با نام «انجمن سعادت» که اخبار آذربایجان را به گوش روحانیان نجف و سایر نقاط دنیا می‌رساند و در جمع‌آوری کمک‌های مالی برای پشتیبانی مالی از مشروطه‌خواهان نقش مؤثری ایفا می‌کرد.
در شهریور ۱۲۸۷، قوای مرتضی قلی اقبال‌السلطنه برای مقابله با مشروطه‌خواهان از ماکو راهی تبریز شد. فرماندهی نیروها را عزت‌الله ماکویی، خواهرزاده اقبال‌السلطنه بر عهده داشت. در ۱۸ شهریور، نبرد سنگینی بین این نیروها و مجاهدان روستاهای سهلان و خواجه دیزه درگرفت که به قتل و غارت روستاییان و اعدام چهار تن از ریش‌سفیدان روستا با توپ انجامید.
حزب سوسیال‌دموکرات روسیه، که به تازگی در مبارزات خود در روسیه شکست خورده بود، در حمایت از مقاومت تبریز بیانیه‌ای صادر کرد و از اعضای خود خواست اگر تجربه نظامی یا تسلیحاتی دارند، با اسلحه و مهمات به گروه‌های مجاهد تبریز بپیوندند؛ بنابراین داوطلبانی از قفقاز نیز برای مبارزه به تبریز آمدند که عبارت بودند از ایرانیان مهاجر، سوسیال‌دموکرات‌های گرجی، مسلمانان قفقازی و ارمنی‌های هوادار حزب داشناک، که به تدریج در مرداد و شهریور ۱۲۸۷ (اوت ۱۹۰۸) وارد خاک ایران شدند. ادوارد براون تعداد این مبارزان را یکصد تن گزارش کرد. اما وزارت خارجه روسیه در مهر ۱۲۸۷ اعلام کرد که ۳۰۰ تا ۵۰۰ مجاهد قفقازی در تبریز حضور دارند. آفاری شمار این عده را ۵۰۰ تا ۸۰۰ نفر برآورد کرده‌است. ورود مجاهدان قفقازی به تبریز، مجاهدان تبریزی را تحت تأثیر قرار داد و فضا را رادیکال‌تر کرد. آنها یونیفرم‌های شیکی می‌پوشیدند و چون تجربه سیاسی بیشتری داشتند، در مورد آرمان‌های انقلابی خود آزادانه سخن می‌گفتند و برای انجام کارهای انقلابی همیشه پیشقدم می‌شدند. رفتارهای آزادانه این گروه سبب شد که روحانیان محافظه‌کار با آنها مخالفت کنند و آنها را ملحد خطاب کنند. حضور مجاهدان داوطلب قفقازی، به‌خصوص گرجی‌ها از چند جهت اهمیت دارد؛ اول این که آنان مبارزانی ورزیده بودند و در زمان‌های حساس به عنوان نیروی ضربت وارد صحنه نبرد می‌شدند. دوم این که آنان فنون رزم نوین را به مجاهدان می‌آموختند. سوم این که به واسطه تجربه آنان در نبردهای خیابانی روسیه، استفاده از بمب‌های دستی به عنوان سلاحی مؤثر و کارامد متداول شد و چهارم این که آمدنِ آنها به تبریزی که محاصره شده بود، روحیه مردم و مجاهدان را افزایش می‌داد.
در ابتدای دوران مقاومت، مشروطه‌خواهان نظام و سازماندهی منظمی نداشتند. اما آرام آرام معلوم شد که جنگ برای مدت نامعلومی ادامه خواهد داشت؛ بنابراین کمیته‌ای با عنوان «کمیسیون عسکری» تشکیل شد که در حکم ستاد مرکزی جنگ بود و ستارخان و باقرخان بر آن نظارت داشتند. این کمیسیون، مجاهدان را در دسته‌های ۲۵ نفری سازماندهی کرد که هر دسته مسئول محافظت از سنگر مشخصی بود. سردسته را اعضای دسته برمی‌گزیدند. همچنین برای نظارت بر مخارج جنگ، کمیته‌ای با نام «کمیسیون اعانه» تشکیل شد که نمایندگان محله‌های مشروطه‌خواه و دوازده بازرگان عضو آن بودند و سرکرده‌های مجاهدان، هزینه‌های نیروهای خود را از این کمیسیون دریافت و بین آنها توزیع می‌کردند. دستمزد روزانه مجاهدان عادی، روزانه یک قران بود و در محله‌های امیرخیز و خیابان، نانوایی‌هایی هم برای آنها در نظر گرفته شده بود. این مقدار، دستمزدی حداقلی و برابر با دستمزدی بود که یک کارگر غیرماهر در آن روزگار دریافت می‌کرد.
سلاح مجاهدان، از راه‌های مختلفی تأمین می‌شد؛ در ابتدا اسلحه‌های به‌غنیمت‌گرفته‌شده از حمله به ارگ تبریز بین داوطلبان توزیع شد. این اسلحه‌ها بُرد کمی داشتند و کارآمدی لازم را نداشتند. مجاهدان قفقازی هم اسلحه‌های مورد نیازشان را با خود آوردند. به مرور شبکه تجاری منظمی تشکیل شد که از باکو و تفلیس، اسلحه مورد نیاز را به تبریز برساند. به این ترتیب محور تبریز–جلفا به معبری حیاتی برای تبریز تبدیل شد که مجاهدان سعی داشتند آن را باز نگه دارند، اما طرفداران شاه در تلاش برای نابودی آن بودند. به کمک گرجی‌ها، یک کارگاه تولید بمب دستی هم در تبریز شروع به کار کرد.
| طبقه اجتماعی      | مشروطه‌خواه | سلطنت‌طلب                                                                                              |
| ----------------- | --- | --- |
| سیاستمدار         | علی موسیو، اسماعیل امیرخیزی، اجلال‌الملک، سیدحسن تقی‌زاده                                                          | عین‌الدوله                                                                                             |
| روحانی            | ثقةالاسلام تبریزی، میرزا ابراهیم تبریزی                                                                          | حاجی میرزا کریم امام جمعه، حسن مجتهد تبریزی، میرهاشم تبریزی                                           |
| جنگاور            | ستار خان، باقرخان، حسین‌خان باغبان، حاجی خان، محمدصادق خان، یارمحمد خان، رضا تربیت، اسماعیل یکانی، هوارد باسکرویل | مرتضی قلی اقبال‌السلطنه، رحیم چلبیانلو، صمد شجاع‌الدوله، شجاع نظام، ضرغام نظام، سام خان، حاجی فرامرزخان |
| اصناف و بازرگانان | حیدر خان عمواوغلی، مهدی کوزه‌کنانی                                                                                | |

## تصرف کامل تبریز توسط مشروطه خواهان
در مهر ۱۲۸۸، در حالی که برخی از محله‌های تبریز در اختیار مشروطه‌خواهان و برخی در اختیار نیروهای دولتی محمدعلی شاه بود، ستارخان تصمیم گرفت طی یک سلسله عملیات، کل شهر تبریز را تصرف کند. نیروهای مجاهد در روز ۱۸ مهر محله‌های ششگلان و باغمیشه را گرفتند و برای تصرف محله دوچی عزیمت کردند. سپس در روز ۱۹ مهر محله‌های شتربان و سرخاب را به تصرف درآوردند. عین‌الدوله به باسمنج عقب‌نشینی کرد و کل شهر تبریز به دست مشروطه‌خواهان افتاد. این حرکت تهاجمی، متحدان نیروهای دولتی را تا حدی پراکنده کرد؛ چنان‌که گردانندگان انجمن اسلامیه شهر را ترک کردند، شجاع نظام به مرند بازگشت و سپهدار تنکابنی راهی تنکابن شد. یکی از علت‌هایی که مشروطه‌خواهان را واداشت چنین حمله گسترده‌ای را تدارک ببینند، خالی شدن انبارهای شهر از آذوقه بود. اما با این پیروزی، مجالی برای ورود آذوقه به شهر فراهم شد و از روستاهای اطراف و شهرهای دیگر غله گردآوری شد. محمدباقر ویجویه‌ای، از تاجران تبریز در کتاب تاریخ انقلاب آذربایجان و بلوای تبریز گزارش کرده‌است که نان در تبریز آن‌چنان ارزان شد که در بیست سال قبل از آن سابقه نداشت.
با تصرف کامل تبریز، موقتاً فضای آرامی فراهم شد که انجمن ایالتی توانست امور جاری شهر را به وضع سابق برگرداند، مدرسه‌ها را باز کند و به ترمیم خرابی‌های جنگ بپردازد. انجمن ایالتی کمیته‌ای سه نفره مرکب از اجلال‌الملک، ستارخان و باقرخان را مأمور اداره شهر کرد. راتیسلا، سرکنسول بریتانیا در تبریز گزارش کرده‌است که شهر را مجاهدان اداره می‌کردند و اجلال‌الملک عملاً قدرتی نداشت. گام بعدی در اداره تبریز، گشودن مسیر تبریز–جلفا و در راس آن، شهر مرند بود. گشایش این مسیر، می‌توانست مشکل تأمین آذوقه تبریز را حل کند و زمینه دسترسی به مهمات و ارتباط با مشروطه‌خواهان در قفقاز را فراهم کند. حاکم مرند، شجاع نظام، از مخالفان جدی و پرقدرت مشروطه بود و به همین دلیل، مشروطه‌خواهان در اندیشه از میان برداشتن او بودند. به همین جهت حیدرخان عمواوغلی با به دست آوردن مُهر یکی از دوستان او، بمبی را در بسته‌ای جاسازی کرد و پس از مهر و موم به جانب شجاع نظام فرستاد. با باز کردن بسته، بمب منفجر و شجاع نظام کشته شد. به این ترتیب، علاوه بر مرند، راه فتح شهرهای مهم آذربایجان مانند مراغه و خوی نیز باز شد.

## محاصره و قحطی

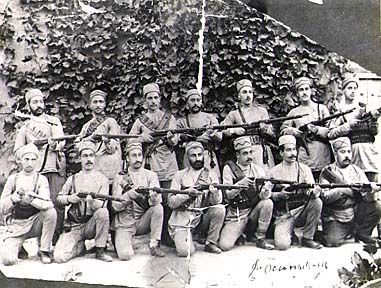
عده‌ای از اعضای گروه فوج نجات

در دی ۱۲۸۷، صمد شجاع‌الدوله، سردسته سلطنت‌طلب قراداغ، مراغه را تصرف کرد و به سمت تبریز راند. او با شکست دادن مشروطه‌خواهان در خانیان، سردرود را تحت کنترل درآورد. از سوی دیگر با رسیدن ۴۰۰ قزاق تازه‌نفس، ۶ عراده توپ و فوج‌های ایلی منظم، اردوی عین‌الدوله جان تازه‌ای گرفت. از ۲۶ دی، این نیروها پیرامون شهر را گرفتند و اگرچه یورششان به شهر ناکام ماند، اما توانستند آن را به محاصره درآوردند. به این ترتیب دور جدیدی از نبردها، که از نبردهای پیشین شدت بیشتری داشت، شروع شد. محاصره در تاریخ ۱۵ بهمن ۱۲۸۷ کامل شد و تمام راه‌های ورودی و خروجی شهر به کنترل کامل نیروهای دولتی درآمد. در مقابل، سیدحسن تقی‌زاده که به تازگی از انگلستان به تبریز آمده بود و از منش گروه‌هایی از مجاهدان در رفتار با مردم انتقاد داشت، گروه جدیدی با عنوان «گارد ملی» تشکیل داد و توانست گروه‌هایی از مجاهدان را به عضویت آن درآورد. فرماندهی گارد را رضا تربیت بر عهده داشت و اسماعیل یکانی به سازماندهی و تجهیز آن کمک می‌کرد. همچنین هوارد باسکرویل، آموزگار مدرسه آمریکایی تبریز، گروه مسلحی از فرزندان بازرگانان تشکیل داد که به فوج نجات مشهور شد. مجاهدان بارها تلاش کردند که راه را باز کنند اما موفق نشدند. ستارخان یک بار برای باز کردن مسیر جلفا اقدام کرد، اما خیلی زود نیروهای چلبیانلو از راه رسیدند و او را ناکام گذاشتند.
با وجود همه تلاش‌ها از جمله جیره‌بندی نان، باز هم آثار محاصره از بهمن و اسفند هویدا شد؛ کالاها نایاب شدند و تجارت از رونق افتاد. ذخیره مواد غذایی ته کشید و مردم برای رفع گرسنگی به خوردن علف روی آوردند. با این حال شماری از مردم در اثر گرسنگی می‌مردند. ضرب‌المثل ترکی «یونجا یئییب مشروطه آلمیشیق» از این دوران باقی مانده‌است. تبریزی‌ها به مرور از جنگی که مصائبش را تحمل می‌کردند اما از نتیجه‌اش مطمئن نبودند خسته می‌شدند. زنان فقیر اجتماعاتی تشکیل می‌دادند و ستارخان و باقرخان را علناً در معابر نفرین می‌کردند. بیم آن می‌رفت که فرودستان شورش کنند و به خانه توانگران یا کنسولگری‌ها حمله ببرند. مشروطه‌خواهان تسلیم نمی‌شدند و شرایطشان برای ترک مقاومت، برقراری نظام مشروطه، اعلام عفو عمومی، پایان محاصره شهر و انتصاب حاکم جدید برای آذربایجان بود. اما شاه این شرایط را نمی‌پذیرفت و تسلیم بی‌قیدوشرط می‌خواست.

## دخالت قوای روس و پایان محاصره
روسیه و انگلستان در سال ۱۲۸۶، معاهده‌ای را امضا کرده بودند که به موجب آن، مناطق شمالی ایران به عنوان مناطق تحت نفوذ روسیه و مناطق جنوبی به عنوان مناطق تحت نفوذ انگلستان توسط طرفین به رسمیت شناخته شد. با امضای این معاهده که به قرارداد ۱۹۰۷ شهرت یافت، انگلستان پس از ۷۵ سال، از مخالفت و مقابله با روسیه برای اعمال نفوذ یا تجاوز به مناطق شمالی ایران دست برداشت و روس‌ها اجازه پیدا کردند که برای تضمین منافع خود به هر اقدامی که لازم بود دست بزنند، مشروط بر آن که دامنه این اقدامات به مناطق تحت نفوذشان محدود شود. تبریز و به‌طور کلی منطقه آذربایجان در منطقه تحت نفوذ روسیه قرار داشت.
روسیه از ابتدای شروع درگیری‌ها نسبت به حفظ جان اتباع خود در تبریز اظهار نگرانی می‌کرد. در اواسط فروردین ۱۲۸۸ (اواسط آوریل ۱۹۰۹) روسیه و انگلستان توافق کردند که گروهی از سربازان روس، وارد خاک ایران شوند و محاصره را بشکنند. کنسول‌گری‌های این دو کشور طی نامه‌ای به انجمن ایالتی اطمینان دادند که حضور این نیروها در تبریز موقتی خواهد بود. اگرچه این این تصمیم در ابتدا مورد موافقت انجمن قرار نگرفت، اما در نهایت موافقت انجمن هم جلب شد. هنگامی که نیروهای روس به پل جلفا رسیدند، گروهی از مجاهدان به فرماندهی نورالله یکانی راه را بر قوای روس بستند و تا زمانی که از انجمن دستور نرسید، راه را باز نکردند.
نیروهای مسلح و مجهزِ حدوداً ۴ هزار نفره روسیه به فرماندهی یک ژنرال روس به نام زنارسکی، در ۹ اردیبهشت ۱۲۸۸ به حومه تبریز رسیدند. این نیروها متشکل از چهار گردان قزاق، سه گردان پیاده، دو گردان توپخانه و یک گردان نقب‌زن بودند که با رسیدن به تبریز، در قسمت شمالی رودخانه تلخه‌رود چادر زدند. روابط مشروطه‌خواهان و روس‌ها در ابتدا خوب بود؛ روس‌ها بدون اجازه وارد شهر نشدند و انجمن قانع شده بود که آنها گندم به شهر رسانده‌اند و حضورشان موقتی است. ستارخان و باقرخان به دیدار زنارسکی رفتند و به نیروهای مجاهد دستور دادند حرکتی از خود نشان ندهند. نیروهای دولتی ایران پراکنده شدند؛ عین‌الدوله به تهران برگشت، رحیم چلبیانلو به مرند رفت و نیروهای ایلیاتی هم رهسپار سرزمین‌های خود شدند. با ورود قوای روس، نقش میللر، سفیر روسیه در تبریز، در اداره شهر پررنگ شد. روس‌ها از محمدعلی شاه هم خواستند اجلال‌الملک را، که نزد مشروطه‌خواهان اعتبار داشت، به عنوان حاکم آذربایجان منصوب کند که او نیز به ناچار این انتصاب را پذیرفت. چند روز بعد از ورود روس‌ها، یکی از سربازان روس در هنگام نگهبانی، با گلوله یک فرد ناشناس مضروب شد و سربازان روس هم در واکنش به آن به صورت بی‌هدف آتش گشودند که به کشته شدن یک تبریزی انجامید. ژنرال زنارسکی از انجمن ایالتی مبلغ ۱۰ هزار تومان غرامت خواست که تهیه این مبلغ برای آنها غیرممکن بود. اما در نهایت با پایان ضرب‌الاجل تعیین‌شده، انجمن مبلغ سه هزار تومان را فراهم کرد. این اختلافات به مرور عمیق‌تر می‌شد، چرا که روس‌ها اقداماتی انجام دادند که نشان می‌داد حضور آنها در شهر موقتی نیست؛ مثلاً نقشه‌برداری از شهر را شروع کردند. انجمن به این اقدامات اعتراض کرد، اما راه به جایی نبرد. روسیه همچنین فرمان دستگیری مجاهدان قفقازی را —که آنها را اتباع یاغی خود قلمداد می‌کرد— صادر و تهدید کرد که اگر تبریزیان آنها را تحویل ندهند، ستارخان و باقرخان دستگیر خواهند شد. این افراد شبانه به خوی گریختند و از رود ارس عبور کردند. بعضی از آنها در حین بازگشت، دستگیر و به سیبری تبعید شدند.
در روز ۲۲ اردیبهشت، انجمن اعلام کرد که تا ظهر همان روز، همه مجاهدان باید اسلحه‌های خود را تحویل دهند. قوای روس عملیات خلع سلاح را در دست گرفت. در روز ۲۵ اردیبهشت، دستور برچیدن سنگرهای شهر صادر شد و روس‌ها با دینامیت و توپخانه، استحکامات شهر را تخریب کردند. روس‌ها همچنین بعضی از سرکردگان مجاهدان را تحت تعقیب قرار دادند و از آن جمله نایب قاسم و یوسف همکاواری را دستگیر کردند؛ بنابراین بسیاری از مجاهدان پنهان شدند یا تبریز را ترک کردند. مجاهدان قفقازی به سرزمین‌های خود برگشتند. علی مسیو به کنسول‌گری عثمانی پناهنده شد. اجتماعیون عامیون و فرقه سوسیال دموکرات، فعالیت‌های خود را متوقف کردند. نیروهای روس در مقابل خانه باقرخان توپ کار گذاشتند و درصدد تخریب خانه بودند، اما بعد تصمیم گرفتند اموال او و ستارخان را مصادره کنند. دلیل آنها برای توقیف اموال رهبران مجاهدان، ادعای خسارت ۲۲ هزار روبلی به اموال کمپانی راه شوسه تبریز–جلفا عنوان شد. آنها در صدد بازداشت ستارخان، باقرخان و تقی‌زاده بودند و آنها هم در تاریخ ۸ خرداد به کنسول‌گری عثمانی پناه بردند. به این ترتیب، مجاهدان تبریز به کلی پراکنده شدند و نتوانستند در فتح تهران مشارکت کنند.

## سرانجام

### پیامدها
آنان که به راستی آزادیخواه بودند، هر یکی به کنجی خزیده، دم فرو بستند. هر کسی می‌پنداشت دیگر نام مشروطه در ایران شنیده نخواهد شد. تا کم‌کم آوازه ایستادگی‌های تبریز پراکنده گردید…

آجودانی، مشروطه ایرانی، ۲۱.
مقاومت تبریز، باعث شد مشروطه‌خواهان در شهرهای دیگر برانگیخته شوند و تکاپوی خود را از سر بگیرند. در خراسان، فارس و گرگان حرکت‌های جدیدی شکل گرفت و از آن مهم‌تر در اصفهان و گیلان نیروهای مشروطه‌خواه با سازماندهی نیروهای خود، به سمت تهران حرکت کردند و توانستند با تصرف تهران، محمدعلی شاه را از سلطنت خلع کنند. اگرچه مشروطه‌خواهان تبریز با ورود روس‌ها از مشارکت در این پیروزی‌ها بازماندند، اما مقاومت ۱۱ ماهه آنان، انگیزه و دلگرمی برای مشروطه‌خواهان سایر نقاط فراهم کرده بود. با عزل محمدعلی شاه و تاجگذاری احمدشاه، مجاهدان از بست خارج شدند و والی جدید آذربایجان، مخبرالسلطنه، در ۲۸ مرداد ۱۲۸۸ به تبریز آمد. اگرچه او مشروطه‌خواه و در برخوردهای شخصی فروتن بود، اما سیاست را عرصه نخبگان فکری می‌دانست و به سردمداران مجاهدان توجهی نداشت.
مقاومت مشروطه‌خواهان در تبریز، سال‌ها بعد به عنوان پیش‌زمینه انقلاب آزادی‌خواهانه دیگری در تبریز مطرح شد. این انقلاب که رهبری آن را محمد خیابانی بر عهده داشت، در فروردین سال ۱۲۹۹ شروع شد و در شهریور همان سال با کشته شدن رهبر آن، خاتمه یافت. خیابانی در دوران مقاومت تبریز، در صف مشروطه‌خواهان تبریز بود و بعداً، به عنوان نماینده تبریز به مجلس راه یافت. او از مخالفان جدی قرارداد ۱۹۱۹ و از منتقدان سیاست‌های حکومت مرکزی بود.

### سرنوشت افراد
در ۲۸ اسفند ۱۲۸۸ ستارخان و باقرخان به دعوت عضدالملک، نایب‌السلطنه، تبریز را به مقصد تهران ترک کردند. شاپور رواسانی، تاریخ‌نگار، معتقد است که این سفر علی‌رغم میل باطنی آنها و به اصرار و حتی تهدید سران دولت مشروطه صورت گرفته‌است. به گفته رواسانی، آنها در بدنه اجتماعی تبریز و در بین مجاهدان نفوذ و پایگاهی داشتند که برای دولت‌های روسیه و انگلستان مطلوب نبود؛ بنابراین کنسول‌گری‌های این دو کشور، از دولت مشروطه خواستند که ستارخان و باقرخان را به این سفر وادارد و حتی دولت روسیه تهدید کرد که اگر دخالت ستارخان در اداره تبریز ادامه پیدا کند، به تبریز حمله نظامی خواهد کرد. آنها در شهرهای مسیر و در زمان ورود به تهران با استقبال مردمی بی‌سابقه‌ای مواجه شدند. آنها در روز ۲۸ فروردین ۱۲۸۹ به مجلس رفتند و نمایندگان از آنها تجلیل کردند.

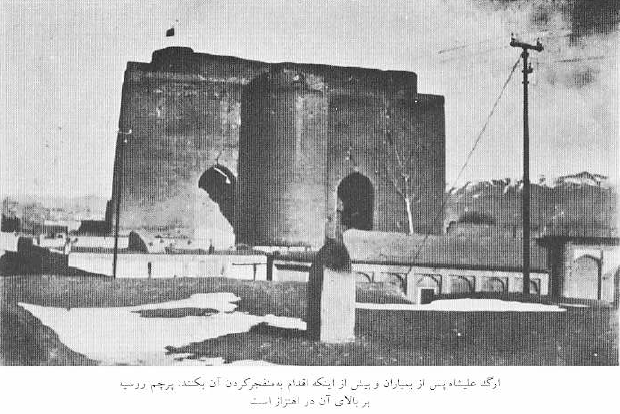
روس‌ها برای غلبه بر مشروطه‌خواهان، ارگ تبریز را به توپ بستند.

بالا گرفتن اختلافات دو حزب فرقه دموکرات و حزب اجتماعیون اعتدالیون منجر به بروز درگیری‌های مسلح یا ترور، از جمله ترور سید عبدالله بهبهانی، شد و فرقه دموکرات و حیدرخان عمواوغلی به دست داشتن در آن متهم شدند. در پی آن، مجلس در مرداد ۱۲۸۹ ضرب‌الاجلی را برای خلع سلاح مجاهدان تعیین کرد. اما در عمل، این قانون برای ستارخان و باقرخان سخت‌گیرانه اعمال شد و افراد سردار اسعد بختیاری و مجاهدان فرقه دموکرات، همچنان آزادانه سلاح حمل می‌کردند. به همین دلیل ستارخان و طرفدارانش نسبت به اعمال این قانون بدبینی و مقاومت داشتند. بنابراین در هنگام خلع سلاح مجاهدان در پارک اتابک، بین نیروهای دولتی و مجاهدان درگیری مسلحانه رخ داد و ستارخان در جریان درگیری‌ها، با گلوله‌ای که گمان می‌رود از سوی یکی از نزدیکان خودش شلیک شده بود، از ناحیه زانو زخمی شد. ستارخان در اثر این زخم، تا پایان عمر خود می‌لنگید. نام و نشان ستارخان و باقرخان به مرور در نزد عامه کم‌رنگ شد.
بعد از این واقعه، ستارخان مطرود و منزوی بود و نزدیک به چهار سال زندگی کرد. در این مدت، با دولت مرکز و حتی عین‌الدوله، مکاتباتی برای دفع اجنبی و اعلام آمادگی برای رفع اشغال روس‌ها در آذربایجان داشت، که توجهی به آن نشد. او در ۲۵ آبان ۱۲۹۳ در تهران درگذشت. باقرخان هم پس از واقعه پارک اتابک، در تهران منزوی بود و با مقرری سیصد تومانی، که دولت برای او تعیین کرده بود، زندگی می‌کرد. پس از شروع جنگ جهانی اول برای طرفداری از آلمان از تهران به سمت کرمانشاه حرکت کرد تا خودش را به بغداد یا استانبول برساند. اما در کرمانشاه راهزنان شبانه به او و همراهانش حمله کردند. باقرخان و همراهانش در این درگیری کشته شدند.
عین‌الدوله اگرچه پس از پیروزی مشروطه، به سمت دولتی منصوب نشد، اما به محافل مشروطه‌خواهان رفت‌وآمد پیدا کرد و به‌طور خاص، روابط صمیمانه‌ای با سردار اسعد بختیار و قوام‌السلطنه برقرار نمود.
روس‌ها که قصد ترک تبریز را نداشتند، در سال ۱۲۹۰ با شورش گروهی از مشروطه‌خواهان مواجه شدند، اما بر آن غلبه کردند و در روز ۱۰ دی در حدود چهل نفر، از جمله ثقةالاسلام تبریزی، روحانی مشروطه‌خواه، شیخ سلیم و صادق‌الملک، از اعضای انجمن ایالتی، علی دوافروش، عضو مرکز غیبی و دو پسر نوجوان علی مسیو را اعدام کردند. در یازدهم دی ماه ۱۲۹۰، صمد شجاع‌الدوله، از فرماندهان محاصره‌کننده تبریز، وارد شهر شد و با پشتیبانی روس‌ها، اداره شهر را در دست گرفت. او با اعمال خشونت زیاد و اعدام سنگدلانه بسیاری از مشروطه‌خواهان شهر، حکومت رعب و وحشت را بار دیگر بر تبریز گسترد.

## بازتاب و ارزیابی واقعه

### تحلیل تاریخی
به اعتقاد ماشاءالله آجودانی، تاریخ‌نگار، مجاهدان قفقازی، که در بمب‌سازی و همچنین سازماندهی مبارزه تجربه و مهارت داشتند، در تبریز در کنار ستارخان جنگیدند و مبارزه با محمدعلی شاه را نوعی مبارزه با حکومت روسیه می‌دانستند. به اعتقاد او، حضور این نیروها سهم بسزایی در موفقیت مشروطه‌خواهان در نقاط مختلف ایران و از جمله تبریز داشته‌است. با این حال، آجودانی اضافه می‌کند که دربارهٔ نقش آنان اغراق نیز شده‌است و نمونه‌هایی را مثال می‌زند که این نیروها اقدام به غارت و چپاول به نام مبارزه کردند. رسول جعفریان، پژوهشگر تاریخ ایران، مشروطه‌خواهان تبریز را تحت تأثیر مجاهدان قفقازی، الهام‌گرفته از جریان سوسیال‌دموکرات و نوعی گسست در اصلاحات بومی می‌داند و آن را با فهم عالمان اسلامی آن دوران از مشروطه مغایر می‌شمارد. به نظر وی، تندروی و افراط‌گرایی، لاابالی‌گری افکار، اندیشه‌های افراطی غیربومی و خشونت‌طلبی باعث روی گرداندن مردم و اقشار مذهبی از مشروطه تبریز شده‌است.
موسی غنی‌نژاد، اقتصاددان و استاد دانشگاه همراهی گروه سوسیال‌دموکرات از جنبش مشروطه را یک حرکت تاکتیکی برای گذار به مرحله بعدی، یعنی انقلاب سوسیالیستی می‌داند. وی اهداف این گروه را با اهداف جنبش مشروطه متفاوت می‌داند و به طرحی اشاره می‌کند که این گروه برای انجام اصلاحات گسترده ارضی به نفع توده دهقانان به انجمن ایالتی تبریز ارائه کرده بود. وی معتقد بود که سوسیال‌دموکرات‌ها از محبوبیت و پایگاه مردمی کمی برخوردار بودند، اما تأثیرگذاری قابل توجهی در سیاست داشتند. البته فعالیت‌های این گروه به تبریز محدود نبود و در شهرهای دیگر ایران مانند رشت، تهران، مشهد و اصفهان نیز فعالیت می‌کردند.
سهراب یزدانی، استاد جامعه‌شناسی سیاسی می‌گوید بیشتر مجاهدان بی‌سواد بودند و دیدگاه سیاسی روشنی نداشتند. اگرچه اجتماعیون و مرکز غیبی تلاش می‌کردند بینش اجتماعی آنها را تقویت کنند، اما گزارش‌های متعددی از غارت، آدم‌ربایی یا حتی قتل توسط مجاهدان حکایت کرده‌است. یکی از دلایل ضعف فکری مجاهدان، این بود که رابطه سازنده‌ای بین آنان و روشنفکران برقرار نشد. این دو گروه به یکدیگر سوءظن داشتند؛ روشنفکران، مجاهدان را افرادی خشن و عامی می‌دانستند و مجاهدان، روشنفکران را افرادی برتری‌جو و فرصت‌طلب تلقی می‌کردند.
در خصوص اختلافاتی که پس از فتح تهران و خلع محمدعلی شاه از سلطنت بین ستارخان و دیگر سران مشروطه به وجود آمد و به منزوی شدن ستارخان و باقرخان انجامید، اسماعیل امیرخیزی و عبدالحسین نوایی گزارش کرده‌اند که خلق و خوی ستارخان پس از پیروزی و کسب قدرت، متحول شد؛ چنان‌که نسبت به کوچک‌ترین خطایی که زیردستانش انجام می‌دادند بی‌گذشت بود و نصیحت یا همفکری دیگر سران مشروطه مانند تقی‌زاده را قبول نمی‌کرد. در مقابل، کسروی تقی‌زاده و همفکرانش را به خودخواهی و کوچک شمردن اقدامات مجاهدان متهم کرده‌است. آفاری ریشه این اختلافات را عمیق‌تر و مربوط به بینش سیاسی لیرال‌ها و دموکرات‌ها می‌داند که پیش از فتح تهران بروز چندانی نداشت. به نوشته آفاری، نمایندگان، سوسیال‌دموکرات‌ها را عناصری بی‌قرار می‌دانستند که اگرچه وجودشان برای تداوم انقلاب مفید است، اما می‌بایست تحت رهبری رهبرانی باتجربه‌تر و سنجیده‌تر قرار گیرند.

### بازتاب رسانه‌ای

#### در ایران
سید محمدرضا مساوات، پس از به توپ بستن مجلس از تهران به قفقاز فرار کرد و از آنجا خود را به تبریز رساند و برای مدتی انتشار روزنامه مساوات را در تبریز از سر گرفت. او در اولین شماره این روزنامه در تبریز، مقاله نسبتاً بلندی در مورد سامان شهر تبریز و تمجید از اقدامات مشروطه‌خواهان این شهر نوشت.
نشریه ملانصرالدین، که به صورت هفتگی به زبان ترکی در تفلیس منتشر می‌شد، حامی سرسخت مشروطیت در ایران بود. اما نگاهی انتقادی نیز به رویدادهای مشروطه داشت. این نشریه به‌طور ویژه در شماره ۲۷ خود، از بروز چند دستگی در تبریز انتقاد کرد. به بیان این نشریه، این چنددستگی به نفاق و تعمیق شکاف بین مردم منجر می‌شد. ملانصرالدین در شماره ۴۹ خود که در ۳۰ دسامبر ۱۹۰۷ منتشر شد، به حادثه کتک خوردن مدیر روزنامه محاکمات در تبریز اشاره کرد و آن را یکی از پیامدهای چنددستگی مشروطه‌خواهان دانست.
در مقابل، نشریه آملاعمو، که ارگان انجمن اسلامیه بود، در مخالفت با مشروطه‌خواهان می‌نوشت و آنان را بابی یا لامذهب قلمداد می‌کرد. به‌طور مثال از مدیریت حاج مهدی کوزه‌کنانی انتقاد می‌کرد که نزدیکان خود را در آن اداره به کار گمارده‌است. این نشریه همچنین به باقرخان، علی مسیو و سایر سران مشروطه‌خواهان خرده می‌گرفت.

#### در کشورهای دیگر
داستان آخرین نبرد بسیار عجیب است. اما از آنجایی که آقای باسکرویل زندگیش را به خاطر آن از دست داد، ممکن است بهتر باشد که بعضی از حقایق آن را در اینجا ثبت کنیم. او می‌دانست که چنین جنگی غیرضروری است و به همین دلیل ناامید بود. او به این دلیل در آن شرکت کرد که نمی‌توانست مانع آن شود. مسوولین به شدت به او فهماندند که غیبت او باعث دلسردی همه می‌شود و افرادی که در هیئت‌های اعزامی تحت فرمان او بودند نیز غیبت می‌کردند.

مور، «محاصره تبریز (به نقل از خبرنگار ویژه ما) - روزنامه تایمز، ۳ ژوئیه ۱۹۰۹»، یاد.
در جریان مشروطه و وقایع آن، نشریات کشور فرانسه، رویدادهای ایران را دنبال می‌کردند. از جمله این نشریات می‌توان به تان، سیکل، اومانیته، دو جهان و بولتن کمیته آسیای فرانسه اشاره کرد. با این حال، این نشریات به‌ندرت از حرکت‌های مردمی حمایت می‌کردند. در شهریور ۱۲۸۷، یک نظامی فرانسوی به نام فرنان آنژینیور، در بخشی از سفر خود به خاورمیانه، وارد تبریز شد و طی ۲۴ روز اقامت در این شهر، رویدادها و درگیری‌ها را از نزدیک مشاهده کرد. او نقشه محلات تبریز و گرایش آنها به سمت مشروطه‌خواهان یا طرفداران محمدعلی شاه را تهیه کرد و در بازگشت به کشور خود، گزارش مشاهدات خود را منتشر نمود و سخنرانی‌های متعددی در این رابطه ایراد کرد. او عدم سازماندهی اداری، رواج رشوه و مصرف تریاک در ایران را ناخوشایند توصیف نمود و معتقد بود که ستارخان و طرفدارانش تنها کسانی‌اند که می‌توانند آینده ایران را رقم بزنند.
در روسیه، نشریه محافظه‌کار نووویه ورمیا با اشاره به وقایع تبریز نوشت: «هرج و مرج در تبریز ابعاد باورنکردنی یافته‌است» و این شهر «به دست انقلابیون وحشی ویران و غارت شده‌است.» ولادیمیر لنین که در آن دوران، خود، از مخالفان حکومت تزاری روسیه بود و در تبعید در اروپا به سر می‌برد، در چند مقاله که در نشریهٔ پرولتاری به چاپ رساند، اقدامات روسیه در ایران را نکوهش کرد و رفتارهای بریتانیا و دیگر کشورهای اروپایی را ریاکارانه توصیف کرد. او در مقاله‌ای با عنوان «مادهٔ منفجره در جهان سیاست»، مقاومت مسلحانهٔ مردم تبریز در برابر محمدعلی شاه را ستود.
یکی از رویدادهای واقعه محاصره تبریز که در رسانه‌های جهان بازتاب داشت، کشته شدن هوارد باسکرویل، معلم آمریکایی مدرسه مموریال بود که به مشروطه‌خواهان پیوسته بود و فرماندهی فوج نجات را بر عهده داشت. هنری مور، خبرنگار بریتانیایی که در آن زمان در تبریز بود و خودش نیز رهبری گروه دیگری از مشروطه‌خواهان تبریز را بر عهده داشت، در گزارشی چگونگی کشته شدن باسکرویل را روایت کرد که در روزنامه تایمز لندن منتشر شد. این واقعه در روزنامه واشینگتن پست هم انعکاس یافت.

### در هنر و ادبیات
محمدسعید اردوبادی تبریز مه‌آلود را در سال‌های ۱۹۳۳ تا ۱۹۴۰ میلادی به زبان ترکی آذربایجانی نوشت. تبریز مه‌آلود، یک روایت داستانی عاشقانه است که در دوران محاصره، در تبریز اتفاق افتاده‌است. اردوبادی، خود، در تبریز و در کانون رویدادها بود و در ستاد جنگی ستارخان عضویت داشت. این کتاب با ترجمه سعید منیری به زبان فارسی منتشر شده‌است.
صمد بهرنگی مجموعه‌نمایشنامه پنج نمایشنامه از انقلاب مشروطیت و داستان بلند توپ به قلم غلامحسین ساعدی را برای فهم اوضاع آذربایجان در آن دوره توصیه کرده‌است.
در سال ۱۳۵۱، علی حاتمی فیلم سینمایی ستارخان را ساخت، اما پس از شروع اکران، با حاشیه‌هایی همراه شد و از ادامه اکران آن جلوگیری به عمل آمد. نقاط مهم تاریخی مربوط به محاصره تبریز، مانند خلع سلاح مجاهدان یا شکست مشروطه‌خواهان در تبریز و پناهنده شدن ستارخان به سفارت عثمانی در این فیلم منعکس شده بود. این فیلم بیش از آن که راوی صِرف رویدادهای تاریخی باشد، به روابط اجتماعی و طبقاتی آن دوران نگاهی انتقادی افکنده‌است. همچنین سریال تلویزیونی ستارخان با کارگردانی محمدرضا ورزی در بهمن ۱۳۹۶ از شبکه یک سیما به نمایش درآمد. این سریال ده قسمتی به روایت سال‌های پایانی زندگی ستارخان پرداخته‌است.
یکی از پیامدهای محاصره تبریز، بروز قحطی در این شهر بود که مردم برای رفع گرسنگی به خوردن علف روی آوردند. این رویداد دستمایه ضرب‌المثل ترکی «یونجا یئییب مشروطه آلمیشیق» به معنی «یونجه خوردیم، مشروطه گرفتیم» شد.

## بزرگداشت
بعد از انقلاب ۱۳۵۷، دو خیابان در تهران به نام‌های ستارخان و باقرخان نامگذاری شدند.
از سال ۱۳۷۷، خانه مهدی کوزه‌کنانی، از سران مشروطه‌خواه مقاومت تبریز، توسط سازمان میراث فرهنگی به عنوان موزه مورد بهره‌برداری قرار گرفت و خانه مشروطه نام گرفت. در این خانه که محل گردهمایی سران مشروطه در دوران مقاومت بود، آثار مربوط به رهبران مقاومت، شامل اموال شخصی، اسناد، روزنامه‌ها، سکه‌های یادبود، مدال‌های افتخار و مجسمه یادبود مشروطه‌خواهان به نمایش درآمده‌است. برای بزرگداشت ستارخان و باقرخان، دو مجسمه تمام قد از این دو نفر در موزه قرار داده شده‌است.
هرساله، در سالگرد پیروزی مشروطه در مرداد، مراسم‌های بزرگداشتی برای جنبش مشروطه برگزار می‌شود که در از آن جمله می‌توان به بزرگداشت انقلاب مشروطه در تبریز اشاره کرد. این مراسم در سال‌های متعددی با حضور صاحبنظران در این حوزه برگزار شده‌است. این مراسم در سال ۱۳۸۳ با حضور سید محمد خاتمی، رئیس‌جمهور وقت در موزه مشروطه برگزار شد.
در سال ۱۳۹۳ فیلم مستند عیار مشروطه به کارگردانی محمد یارمحمدلو به زندگی ستارخان و وقایع تبریز پرداخت و در افتتاحیه هشتمین جشنواره سینما حقیقت به نمایش درآمد.

## منبع‌شناسی